# Marcus Fulvius Curvus Paetinus
Marcus Fulvius Curvus Paetinus war ein Mitglied des römischen Plebejergeschlechts der Fulvier und 305 v. Chr. Suffektkonsul.

## Name
Laut der in den Triumphalakten angegebenen Filiation führten sowohl der Vater als auch der Großvater des Marcus Fulvius Curvus Paetinus das Pränomen Lucius. Während von den Fasti Capitolini zum Jahr 305 v. Chr. nur der Anfang von Fulvius’ Namen erhalten ist und der römische Geschichtsschreiber Titus Livius ihn nur als Marcus Fulvius bezeichnet, führen die Triumphalakten als einzige erhaltene Quelle auch seine beiden Cognomina Curvus Paetinus an. Weil beide Beinamen von körperlichen Eigenarten abgeleitet sind und weil sie bei den anderen Fulviern nur einzeln auftreten, hält der Althistoriker Friedrich Münzer die Angabe der Triumphalakten für verdächtig und glaubt, dass zumindest das zweite Cognomen Paetinus (d. h. „der Schieler“) unhistorisch ist.

## Suffektkonsulat
Fulvius wird nur anlässlich seines Suffektkonsulats 305 v. Chr. erwähnt. In diesem Jahr konnten die Römer den Zweiten Samnitenkrieg siegreich beenden. Laut dem von Livius wiedergegebenen Hauptbericht siegten die Konsuln Lucius Postumius Megellus und Tiberius Minucius Augurinus in einer Schlacht bei Bovianum glänzend gegen die Samniten und nahmen deren Heerführer Statius Gellius und viele weitere Kriegsgegner gefangen. Beide Konsuln sollen kurz danach Bovianum erobert und einen Triumph gefeiert haben. Livius fügt aber hinzu, dass andere Quellen vom Tod des Minucius infolge einer in der Schlacht erlittenen Verwundung berichteten, woraufhin Fulvius zum Suffektkonsul bestimmt worden sei und an der Spitze der Truppen des verstorbenen Minucius Bovianum erobert habe. Letztere Version bestätigen die Fasti Capitolini ebenso wie die Triumphalakten, die einen Triumph des Fulvius über die Samniten verzeichnen.